# Rača (reka)
Rača je reka (rečica), ki se vzhodno od Domžal (južno od Podrečja oz. severno od Šumberka) kot levi pritok izliva v Kamniško Bistrico. Porečje Rače je razvejano, saj je njen glavni povirni krak reka Radomlja, ki izvira zahodno od Trojan. Dober kilometer pred izlivom v Kamniško Bistrico, po sotočju Radomlje in Rače, se skupni tok imenuje po slednjem vodotoku.
Rača izvira v dveh krakih v okolici Moravč. To sta Rudniška Rača (Rudnik pri Moravčah) in Češnjiška Rača (Češnjice pri Moravčah), ime skupnega toka pa je povezano z istoimensko vasjo Rača v občini Domžale. Južno od naselja Dob pri Domžalah se združi z Radomljo.
Njena desna pritoka sta Radomlja in (Radomeljska) Mlinščica, ki je kanal Kamniške Bistrice.